# Aeroportul Pikwitonei
Aeroportul Pikwitonei (IATA: PIW, ICAO: CZMN) este un aeroport din Manitoba, Canada.
Situat la o altitudine de 194 m, aeroportul dispune de o singură pistă.